# Józef Kędzierski (1866–1956)
Józef Kędzierski (ur. 10 marca 1866 w Dynowie, zm. 22 grudnia 1956 w Sanoku) – polski urzędnik skarbowy.

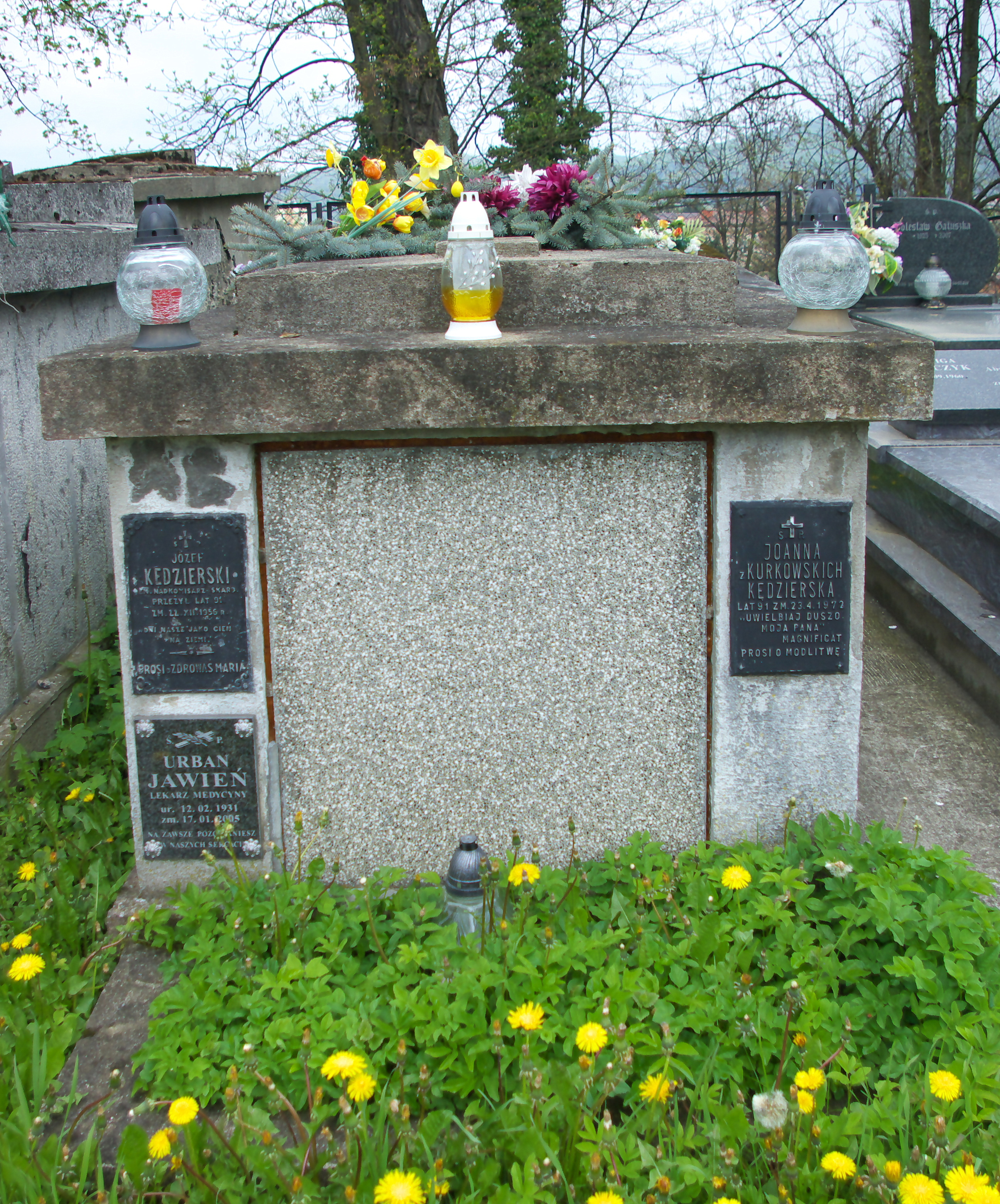
Grobowiec Józefa Kędzierskiego

## Życiorys
Józef Kędzierski urodził się 10 marca 1866 w Dynowie jako syn Jana i Izabeli z domu Ablewicz wzgl. Stankiewicz. 
W okresie zaboru austriackiego w ramach autonomii galicyjskiej wstąpił do c. k. służby cywilnej 11 września 1891. Mianowany komisarzem II klasy 12 grudnia 1913. W 1914 był komisarzem straży skarbowej w Skale w strukturze nadzoru straży skarbowej w okręgu skarbowym czortkowskim. Przeniesiony na emeryturę w randze nadkomisarza skarbowego.
W okresie II Rzeczypospolitej zasiadł w Radzie Opiekuńczej Katolickiego Związku Młodzieży Rękodzielniczej i Przemysłowej w Sanoku.
Od 1902 był żonaty z Joanną z domu Kurkowską (ur. 19 lutego 1881 w Hłomczy, zm. 23 kwietnia 1972 w Sanoku), która była siostrą ks. Franciszka Ksawerego Kurkowskiego. W Sanoku zamieszkiwał na tzw. Przedmieściu w domu (stanowiącym wcześniej obiekt oświatowy) przy ulicy Juliusza Słowackiego 45 (pierwotnie budynek figurował pod numerem konskrypcyjnym 859), potem pod adresem ulicy Jasnej 21. Po wybuchu II wojny światowej od 1939 u Kędzierskich zamieszkiwał przybyły ze Stryja Urban Jawień, późniejszy lekarz.
Zmarł 22 grudnia 1956 w Sanoku. Został pochowany na cmentarzu przy ul. Jana Matejki w Sanoku 24 grudnia 1956.

## Odznaczenia
austro-węgierskie
- Medal Jubileuszowy Pamiątkowy dla Cywilnych Funkcjonariuszów Państwowych[1]
- Krzyż Jubileuszowy dla Cywilnych Funkcjonariuszów Państwowych[1]